# Megalopolis (pel·lícula)
Megalopolis és una pel·lícula dramàtica de ciència-ficció èpica estatunidenca escrita, dirigida i produïda per Francis Ford Coppola i estrenada comercialment el 2024. Ambientada en una Amèrica imaginada del futur, anomenada Nova Roma, la pel·lícula compta amb un repartiment, que inclou Adam Driver, Giancarlo Esposito, Nathalie Emmanuel, Aubrey Plaza, Shia LaBeouf, Jon Voight, Laurence Fishburne, Talia Shire, Jason Schwartzman, Kathryn Hunter, Grace VanderWaal i Dustin Hoffman. S'ha subtitulat al català.
Es tracta d'un projecte llargament cobejat per Coppola, que el va concebre per primer cop el 1977 i que va començar a desenvolupar activament a partir del 1983. Megalopolis va patir importants retards i nombroses cancel·lacions al llarg dels anys. Coppola va reviure el projecte el 2019 gastant-se 120 milions de dòlars dels seus propis diners per finançar la pel·lícula. El rodatge es va dur a terme del novembre del 2022 al març del 2023. La pel·lícula és el primer treball de direcció de Coppola des de Twixt (2011), marcant el seu hiatus més llarg sense dirigir pel·lícules.
La pel·lícula va ser seleccionada per competir per la Palma d'Or al 77è Festival de Canes, on es va estrenar el 16 de maig de 2024, i va polaritzar la crítica entre l'elogi i el menyspreu.

## Premissa
Un accident destrueix una metròpoli en decadència anomenada Nova Roma. Cèsar Catilina, un arquitecte idealista amb el poder de controlar el temps, pretén reconstruir-lo com una utopia sostenible, mentre que té en contra l'alcalde Frank Cicero, qui segueix compromès amb un statu quo regressiu. Entre ells es troba la filla de Frank, Júlia, qui, cansada de la influència que va heretar, busca el sentit de la seva vida. Júlia també té el poder d'aturar el temps. Ella i Cèsar acaben formant una família malgrat l'oposició inicial del pare d'ella, de la que neix una hereva.

## Repartiment
- Adam Driver com a Cèsar Catilina
- Forest Whitaker
- Nathalie Emmanuel
- Jon Voight
- Laurence Fishburne
- Aubrey Plaza
- Jason Schwartzman
- Shia LaBeouf
- Talia Shire
- Grace VanderWaal
- Kathryn Hunter
- James Remar
- Chloe Fineman
- Madeleine Gardella
- Isabelle Kusman
- D. B. Sweeney
- Bailey Ives
- Dustin Hoffman
- Giancarlo Esposito